# Idyll am Wolgastsee

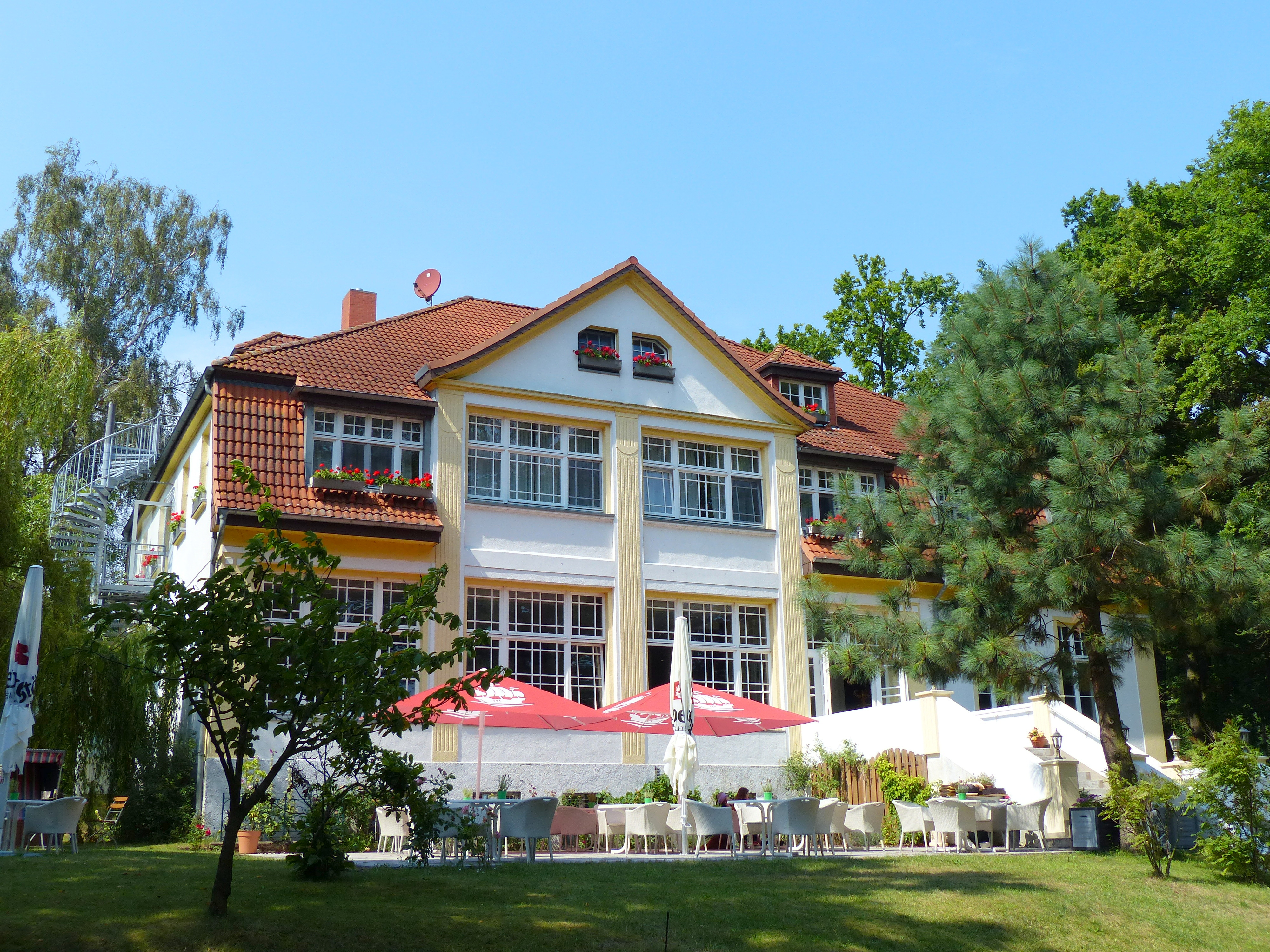
Idyll am Wolgastsee, Seeseite mit Terrasse

Das Idyll am Wolgastsee ist ein Restaurant und Hotel in Korswandt auf Usedom im Landkreis Vorpommern-Greifswald in Mecklenburg-Vorpommern. Es befindet sich unmittelbar an der Straße nach Ahlbeck nahe dem Westufer des Wolgastsees. Das Gasthaus steht unter Denkmalschutz.
Das einem Gutshaus ähnliche Gebäude wurde 1924 im Auftrag der Familie Grünberg aus Swinemünde im Stil der Bäderarchitektur errichtet. Der Wolgastsee war seit dem 19. Jahrhundert ein beliebtes Ausflugsziel für die Einwohner und Badegäste der Seebäder Swinemünde, Ahlbeck, Heringsdorf und Bansin. 
Der eingeschossige Putzbau von sechs Achsen hat ein Mansarddach mit Krüppelwalm. An der Straßenseite (Westseite) befindet sich ein seitlich nach Norden versetzter Risalit mit einem Dreiecksgiebel. Die Fenster haben einfache Putzfaschen. An der See- bzw. Gartenseite (Ostseite) befindet sich ein seitlich nach Süden versetzter Risalit mit großflächigen Fenstern. Putzbänder trennen die Geschosse beider Risalite. Der gartenseitige Risalit ist außerdem durch kannelierte Pilaster gegliedert.